# Retaule de la Concepció

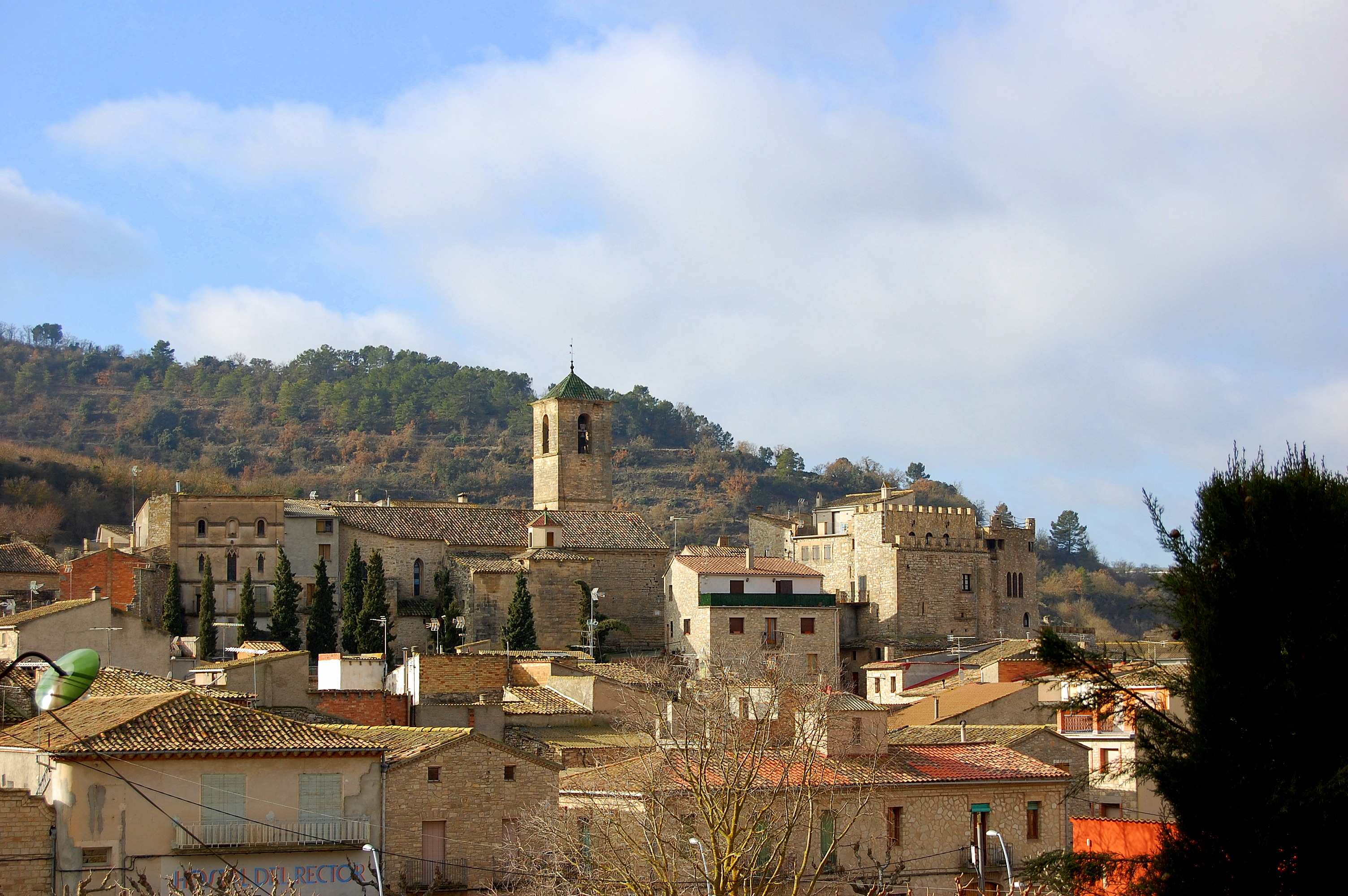
Santa Maria de Vallfogona de Riucorb

El Retaule de la Concepció és un retaule de pedra fet per l'escultor Jordi de Déu entorn del 1375 per a la capella lateral gòtica de la Concepció, també anomenada del Roser, de l'església de Santa Maria de Vallfogona de Riucorb. Conté escenes de la vida de Maria, una part de les quals s'ha trobat modernament.

## Història
Segons un contracte del 18 de gener de 1375 conservat a l'Arxiu Arquebisbal de Tarragona, el mossèn Pere Bertran, prevere de Guimerà, encarregà a Jordi de Déu l'obra del Retaule de la Concepció. En l'època barroca, fou substituït per un nou retaule de fusta, daurat i policromat, de manera que les pedres del Retaule de la Concepció foren utilitzades com a lloses per al paviment.
Després de la guerra civil espanyola, l'ecònom de Vallfogona, mossèn Lluís Riba, inicià la restauració de la capella de la Concepció i hi va afegir un absis de pedra amb finestrelles d'alabastre, encara que la restauració va quedar paralitzada arran de la victòria d'una altra feligresia del concurs a curats. L'historiador i sacerdot Ignasi Maria Colomer va ser destinat temporalment a la rectoria de Vallfogona el 1955, moment en què es descobriren els relleus del Retaule de la Concepció. En les seves paraules: «Com que la porció més acollidora del temple de Vallfogona és aquesta capella minúscula, vaig decidir de celebrar-hi el culte dels dies feiners. Mentre a les pedreres de Guimerà tallaven l'altar nou, hom removia amb molt compte el paviment del Roser, i hi van aparèixer tres relleus molt interessants».
Mentre que les escenes de la Concepció, la Nativitat i la Presentació les trobaren a la capella de la Concepció, el relleu de les Esposalles de la Mare de Déu i sant Josep es localitzaren a la capella de santa Bàrbara, construïda per Francesc Vicent Garcia.

## Estructura
Originalment estava compost d'una imatge central i de sis relleus d'escenes marianes, amb una amplada total de nou pams i una altura de deu. S'han trobat quatre relleus, que mesuren 73 centímetres de llargada, 67 d'alçada i 12 d'amplada: la Concepció, la Nativitat, la Presentació i les Esposalles de la Mare de Déu i sant Josep. Ignasi Maria Colomer planteja que les dues escenes restants serien la Dormició i la Coronació. Segons Pere Beseran, la imatge central podria ser una figura de Santa Anna amb la Verge nena, conservada al Museu Episcopal de Vic.